# ハリコフ (駆逐艦)
ハリコフ (Харьков) はソ連海軍の嚮導駆逐艦。レニングラード級（1型）。艦名はウクライナ・ソビエト社会主義共和国の暫定的な首都であった都市にちなむ。

## 艦歴
1932年10月19日（または10月29日）、ニコラエフの第198造船所で起工。1934年9月9日に進水し、艤装後セヴァストポリの第201造船所へと曳航される。「ハリコフ」は1938年11月19日に就役し、黒海艦隊に編入された。
1941年6月22日にドイツ軍のソ連侵攻（バルバロッサ作戦）が開始されると、セヴァストポリ沖に防御用の機雷原を設置するため6月23日朝に艦隊は出撃した。翌日、コンスタンツァからルーマニアの駆逐艦が出撃したとの報告を受けて「ハリコフ」と駆逐艦「Smyshlennyy」、「Besposhchadny」はドナウ小艦隊の河用砲艦支援のためドナウ川河口へと向かった。ズミイヌイ島のルーマニア兵砲撃や水陸両用作戦の支援、機雷の敷設や掃海を行い、6月25日にセヴァストポリに帰投した。ルーマニアの水上部隊との交戦は発生しなかった。
6月26日早朝、「モスクワ」と「ハリコフ」はコンスタンツァ周辺を砲撃した。2隻は10分間で130㎜砲弾350発を発射し、弾薬列車を爆発させたり港湾施設に被害を与えたが、「モスクワ」が失われ（おそらく機雷が原因）、「ハリコフ」もルーマニア側からの砲撃で軽微な被害を受けた。また、「ハリコフ」は爆撃で至近弾を受けて一時操艦不能となった。他に、ソ連潜水艦「Shch-206」が「モスクワ」を雷撃して沈めたとも、同艦は魚雷を「ハリコフ」に対して1本、駆逐艦「ソオブラジーテリヌイ」に対して2本発射したが共に外れたとも、潜水艦「SCH-206」が「モスクワ」に対して魚雷2本を発射したが外れ、その後「ハリコフ」に沈められたともいわれる。
7月18日まで修理が行われ、それから「ハリコフ」は巡洋艦「コミンテルン」、駆逐艦「Smyshlennyy」、「Bodry」、「Shaumyan」や多数の小型船舶と共にドナウ小艦隊のオデッサへの退却を援護した。
9月7日、「ハリコフ」は駆逐艦「Boiki」、「Sposonby」を伴ってフィリップ・オクチャーブリスキー中将をオデッサへ運び、同地ではこれらの艦は駆逐艦「Dzerzhinski」とともにルーマニア軍陣地を砲撃した。
11月1日から9日にかけて「ハリコフ」と巡洋艦「クラスニイ・カフカズ」、「クラスニイ・クリム」、「チェルヴォナ・ウクライナ」などと共にテンドラ半島やChernomorsk、ヤルタ、Evpatoria、フェオドシヤからセヴァストポリへ8000名（18000名）を撤退させた。「ハリコフ」と「クラスニイ・カフカズ」、「クラスニイ・クリム」などは12月7日から13日に第388ライフル師団（10582名）をノヴォロシースクおよびトゥアプセからセヴァストポリへ、12月19と20日には第79海軍ライフル旅団（3500名）をセヴァストポリへ運んだ。第354ライフル師団（10600名）のセヴァストポリへの輸送作戦の際には「ハリコフ」は12月21日と22日にドイツ軍に対する砲撃に参加した。
1942年1月31日から2月2日と2月3日から4日に他の駆逐艦と共にセヴァストポリへの補給物資輸送に従事し、艦砲射撃も実施。2月4日、「ハリコフ」と 「タシュケント」はKamysh Burun周辺のドイツ軍を砲撃した。続いて「ハリコフ」は輸送船と共にセヴァストポリへ兵士386名を運んだり、セヴァストポリ周辺で艦砲射撃を実施した。2月15日、「ハリコフ」は掃海艇と共にセヴァストポリへ兵士650名を運び、負傷者152名を収容した。ケルチ半島でのソ連軍の攻勢の際、「ハリコフ」は巡洋艦「クラスニイ・クリム」、駆逐艦「タシュケント」などとともに牽制として2月27日にクリミア南岸を砲撃した。3月25日、4月2日と4月10日、他艦と共にセヴァストポリへの補給物資輸送に従事。5月1日、セヴァストポリへの補給物資輸送および艦砲射撃を実施。5月4から5日の夜、「ハリコフ」は他の駆逐艦と共にクリミア南東岸のドイツ軍を砲撃した。5月12、13、14日、「ハリコフ」と「タシュケント」はフェオドシヤ湾で艦砲射撃を実施した。5月16日と19日にもセヴァストポリへの補給物資輸送に従事。6月5日、セヴァストポリへ兵士270名を輸送。6月18日、「ハリコフ」はドイツ軍による爆撃を受けて至近弾で操艦不能となり、「タシュケント」に曳航された（または、「タシュケント」にポチまで護送された）。
8月2から3日の夜、「ハリコフ」と巡洋艦「モロトフ」はフェオドシヤ湾で艦砲射撃を実施。帰路、イタリア魚雷艇の攻撃で「モロトフ」が被雷した。ノヴォロシースクの戦いの際は9月1、2、4日に「ハリコフ」と駆逐艦「ソオブラジーテリヌイ」は火力支援を行った。9月8から11日、「ハリコフ」は「クラスニイ・クリム」などとともにポティからトゥアプセとゲレンジークへ第137および145ライフル連隊と第3海軍ライフル旅団および補給物資を運んだ。10月20から23日、「ハリコフ」と「クラスニイ・カフカズ」、「クラスニイ・クリム」などは第8、第9および第10Guards Rifle Brigad（12600名）をポティからトゥアプセへ輸送した。11月29日から12月2日、黒海艦隊によるブルガリア・ルーマニア沿岸での作戦に参加。12月19から20日の夜、「ハリコフ」と駆逐艦「Boiki」はヤルタを砲撃した。1943年2月4日、ソ連軍はノヴォロシースクの西への上陸を行い、「ハリコフ」と巡洋艦「クラスニイ・カフカズ」、「クラスニイ・クリム」などは上陸地点に対する砲撃を行った。2月21から22日の夜、「ハリコフ」と駆逐艦「ソオブラジーテリヌイ」はMyschako橋頭保のはずれのドイツ軍陣地を砲撃した。5月13から14日の夜、「ハリコフ」と駆逐艦「Boiki」はアナパを砲撃し、ドイツ魚雷艇「S51」、「S26」、「S49」と交戦した。5月20から21日の夜、「ハリコフ」はフェオドシヤを砲撃。
1943年10月6日、「ハリコフ」は他の駆逐艦2隻と共にドイツ軍の第3急降下爆撃航空団第3飛行隊 (III./StG 3)、または第77急降下爆撃航空団 (StG 77) の攻撃で撃沈された。
10月5日から6日の夜、「ハリコフ」と駆逐艦「Besposhchadny」と「Sposobny」による作戦が実施となった。「ハリコフ」はヤルタとアルシタを砲撃。一方、フェオドシヤへ向かった駆逐艦「Besposhchadny」と「Sposobny」はドイツ魚雷艇「S45」、「S28」、「S42」、「S51」、「S52」と交戦。ソ連駆逐艦2隻は長時間にわたってドイツ魚雷艇を追跡したが、これが惨事を招くこととなった。2隻が「ハリコフ」と合流したときは既に日が昇っており、3隻のソ連駆逐艦はドイツ軍の偵察機に発見され、続いてJu87急降下爆撃機4度にわたる攻撃を受けた。
1回目の攻撃で「ハリコフ」は被弾して停止し炎上。「Sposobny」が「ハリコフ」を曳航した。2度目の攻撃では3隻とも被弾し、「Besposhchadny」が航行不能となる。3度目の攻撃でさらに被弾した「ハリコフ」と「Besposhchadny」は総員退艦となり、4度目の攻撃で沈没。「Sposobny」も4度目の攻撃で被弾し、最終的に沈没した。
この出来事により、特別命令なしに巡洋艦と駆逐艦を出撃させることはスターリンにより禁止されることになった。